# Lulińce (rejon winnicki)
Lulińce (ukr. Люлинці) – wieś na Ukrainie w miejskiej hromadzie lipowieckiej rejonu winnickiego, obwodu winnickiego. W 2001 liczyła 262 mieszkańców.
Do 2020 roku należała do rejonu lipowieckiego.
W 1884 roku we wsi znajdowała się cerkiew parafialna pw. św. Anny z 1744 roku i kaplica katolicka parafii Lipowiec.